# Si j'étais roi
Si j'étais roi és una òpera en tres actes d'Adolphe Adam, amb llibret d'Adolphe d'Ennery i Jules Brésil. S'estrenà al Théâtre Lyrique de París el 4 de setembre de 1852. A Catalunya es va estrenar al Teatre Principal de Barcelona el 15 d'octubre de 1866.